# Champions Factory
Champions Factory é uma equipe de muay thai do Brasil. Fundada em 2001 pelo então ex lutador 
de muay thai e grão mestre Artur Mariano que àquela altura acabava de pendurar as luvas devido problema de saúde e tinha o sonho de criar uma fábrica de campeões. Assim a Champions Factory pouco a pouco se consolidou como uma das principais academias da modalidade em âmbito nacional com unidades em vários estados e fora do país com academias na Holanda, Estados Unidos e Espanha.

## O Começo
Após uma vitoriosa carreira de lutador profissional, tanto no MMA quanto no muay thai, Artur Mariano decidiu se aposentar em 2001 em função de problemas relacionados à trombose. Após pendurar as luvas, decidiu transmitir seus conhecimentos a novas gerações de lutadores, fundando, assim, a equipe Champions Factory, sediada, inicialmente, na Rua Raimundo Correa, em Copacabana, no Rio de Janeiro. 
O debute da equipe em competições oficiais se deu em dezembro do mesmo ano, quando seu representante, Amaury Bitetti, derrotou Denis Halm, em uma superluta realizada no Havaí.

## O Nome
Artur Mariano conta que a escolha do nome da equipe foi inspirada por sua mãe, Maria Elena, que, após a aposentadoria dele, afirmou que era hora de começar a fabricar campeões. Artur gostou da ideia de criar uma “fábrica de campeões”, mas optou pelo nome em inglês, evidenciando sua ambição de expandi-la internacionalmente.

## Hoje
Sediada no nº 320 da Rua Jose Mindlin Bibliofilo, em Recreio dos Bandeirantes, a Champions Factory Muay Thai é atualmente a academia com maior número de alunos de muay thai do país. Possui filiais em diversos outros estados da Federação, além do Rio de Janeiro, tais como São Paulo, Minas Gerais e Amazonas; além disso, também está presente nos Estados Unidos em Illinois e New Jersey e também na Holanda e Espanha.

## Cronologia
A seguir, um breve resumo do desenvolvimento da equipe ao longo dos anos.

### 2001
- Fundação e primeira vitória (Amaury Bitetti)

### 2002
- Inauguração da primeira sede, na Rua Raimundo Correia, em Copacabana.

### 2003
- Abertura da primeira filial, em Varginha (MG), supervisionada por Lamar da Silva.
- A sede é transferida para a Rua Barata Ribeiro, dentro da academia Heavy Duty, em Copacabana.
- A Champions Factory, que Já tinha alcançado reconhecimento nacional, teve Eduardo Maioriono como representante no K-1, maior de competição de luta em pé do mundo na época.
- Grandes nomes das lutas começaram a treinar com o mestre Artur Mariano, na sede da academia, como Paulão Filho, Saulo Ribeiro, Xande Ribeiro, Morango, Jorge Brito, Júnior Buscapé, Claudionor Fontinele, Eduardo Maiorino, Christian Sampio, Rodrigo Saavedra, Rodrigo Sampaio, Emerson Nunes, entre outros.

### 2004
- Conquista dos seguintes títulos: Vitória Extreme (categoria peso pesado), com Eduardo Maiorino; K-1 Brasil Grand Prix (categoria peso pesado), com Eduardo Maiorino; K-1 Brasil World Max até 70kg, com Bruno Carvalho; e Campeonato Brasileiro de Muay Thai, no Tijuca Tênis Clube, no Rio de Janeiro.
- Promoveu a primeira etapa do CF Open.
- Inauguração da filial de Manaus, supervisionada pelo instrutor Neto Dídimo.

### 2005
- Títulos: MMA Show Fight (promovido por Oscar Maroni), Demolition e X Games.
- Muitos atletas foram dispensados da equipe e outros saíram por conta própria.

### 2006
- Seu fundador, Artur Mariano, recebeu o título de mestre pela Confederação Brasileira de Muay Thai (CBMT), concedido pelo grão-mestre Luiz Alves, fundador e presidente desta Instituição.
- Foi um ano de recomeço após as baixas de 2005. Os atletas Bernardo Braga, Rodrigo Sampaio, Christian Sampaio e Fabio Farinha foram as grandes apostas para esse momento de renovação. Durante a temporada, participaram do CF Cup, evento promovido pela própria Champions Factory, e conquistaram para a equipe o título brasileiro por equipes.

### 2007
- Conquista, pela primeira vez, o primeiro lugar geral no ranking nacional por equipes.

### 2008
- Transferência da sede para o número 489 da mesma rua, dentro do Clube Israelita Brasileiro (CIB).
- Conquista do segundo lugar geral no Campeonato Brasileiro.

### 2009
- Conquista de duas etapas nacionais: a Copa dos Campeões e o CBMT Open, finalizando o ano em terceiro lugar geral de muay thai no Brasil.

### 2010
- Um ano trágico para a Champions Factory devido ao falecimento do grão-mestre Luiz Alves, mestre de Artur Mariano.
- Neste ano, a Champions Factory conquistou o bicampeonato nacional. Após este título, o mestre Artur Mariano comunicou que, a partir do ano seguinte, sua equipe disputaria as competições em parceria com a Boxe Thai, academia de seu falecido mestre e que contava com poucos atletas. O objetivo de tal medida era soerguer a equipe onde começou a treinar e,consequentemente, homenagear seu tutor.
- Inauguração da filial Campinas-SP,  supervisionada pelo professor Roberto Oliveira.

### 2011
- Conquista dos seguintes títulos: Copa Luiz Alves, Brasileiro de Estreante e Copa do Brasil. Finalizou o ano com o tricampeonato geral do Brasil (2007/2010/2011).
- Inauguração da filial Valinhos-SP, supervisionada pelo professor Roberto Oliveira.

### 2012
- Conquista do vice-campeonato mundial, com Victor Santos, e do terceiro lugar, com Lamar da Silva, em Bangkok, na Tailândia.
- Ratifica sua hegemonia nacional, conquistando pela quarta vez o Campeonato Brasileiro (2007/2010/2011/2012) e se tornando a academia com o maior número de títulos do Brasil.

### 2013
- Tem um desempenho notável no Campeonato Mundial, em Bangkok, na Tailândia, com a conquista de uma medalha de ouro, com Victor Santos, duas de prata, com Mônica Serena e Aleksander Castilho, e uma de bronze, com Lamar da Silva.
- Terminou o ano em segundo lugar no ranking geral nacional.

### 2014
- Além de ratificar sua condição de principal equipe de muay thai do Brasil, elevou-se, definitivamente, ao posto de uma das maiores potências mundiais na modalidade. Com o arrebatador desempenho no Campeonato Mundial, disputado em Pattaya, na Tailândia, que incluiu três medalhas de bronze, duas de prata, uma de ouro e um cinturão, a Champions Factory tornou-se a equipe com o melhor desempenho da história dos torneios promovidos pela World Muay Thai Federation, superando, sozinha, grande parte das nações que neles competem.